# Darkness Visible — The Warning
«Darkness Visible — The Warning»  — другий міні-альбом американського симфо-павер-метал-гурту HolyHell. Реліз відбувся 26 червня 2012.

## Список композицій
| #  | Назва                           | Тривалість |
| -- | ------------------------------- | ---------- |
| 1. | «Lucifer's Warning»             | 6:18       |
| 2. | «Accept the Darkness»           | 5:52       |
| 3. | «Haunted»                       | 6:27       |
| 4. | «Armageddon» (концертна версія) | 6:54       |

## Учасники запису
- Марія Бріон — вокал
- Джо Стамп — гітари
- Джей Рігні — бас-гітара
- Джон Макалусо — ударні
- Франсиско Паломо — клавіші